# Israelitische Kultusgemeinde für Tirol und Vorarlberg

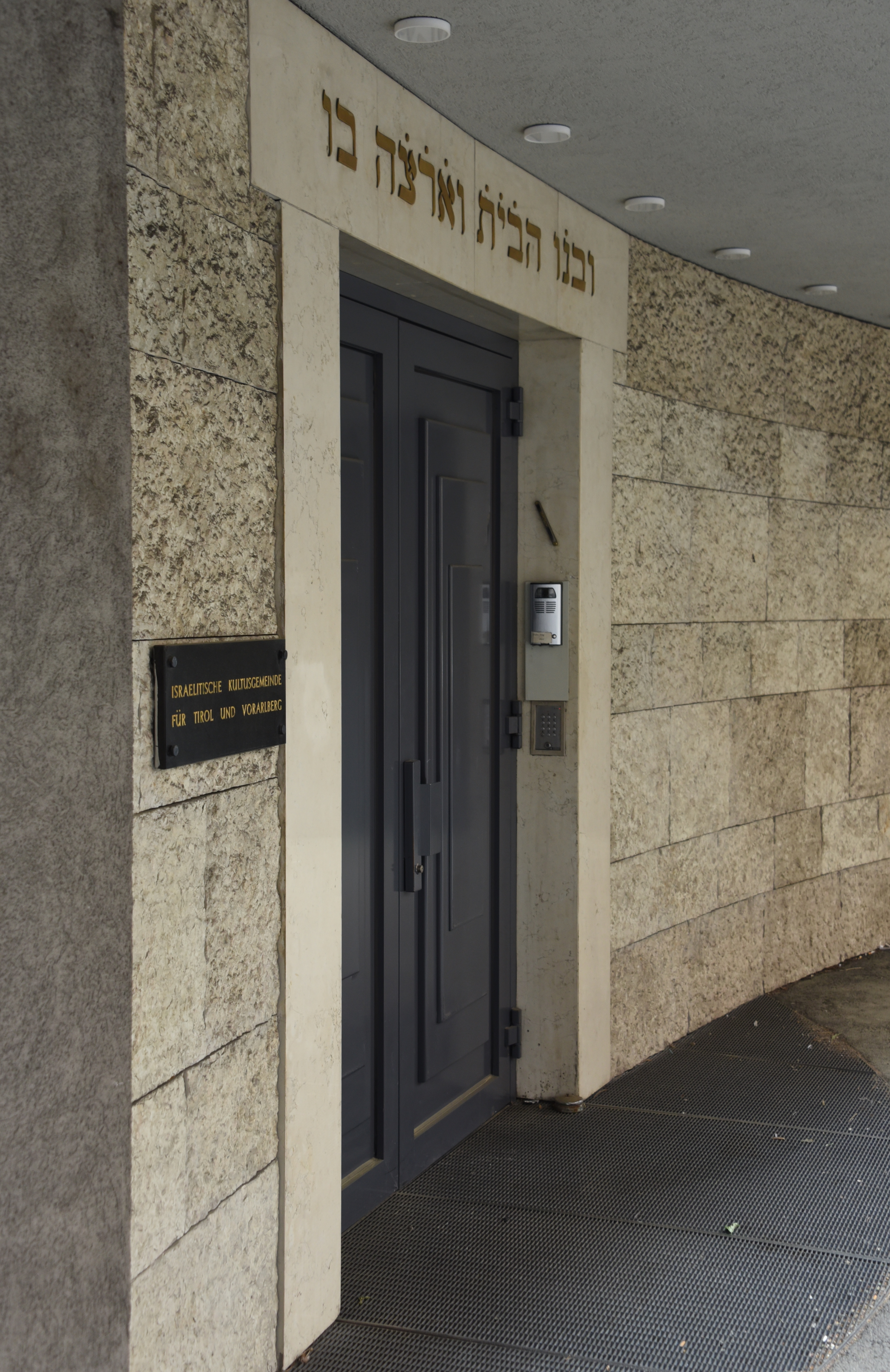
Heutiger Sitz der Israelitischen Kultusgemeinde für Tirol und Vorarlberg

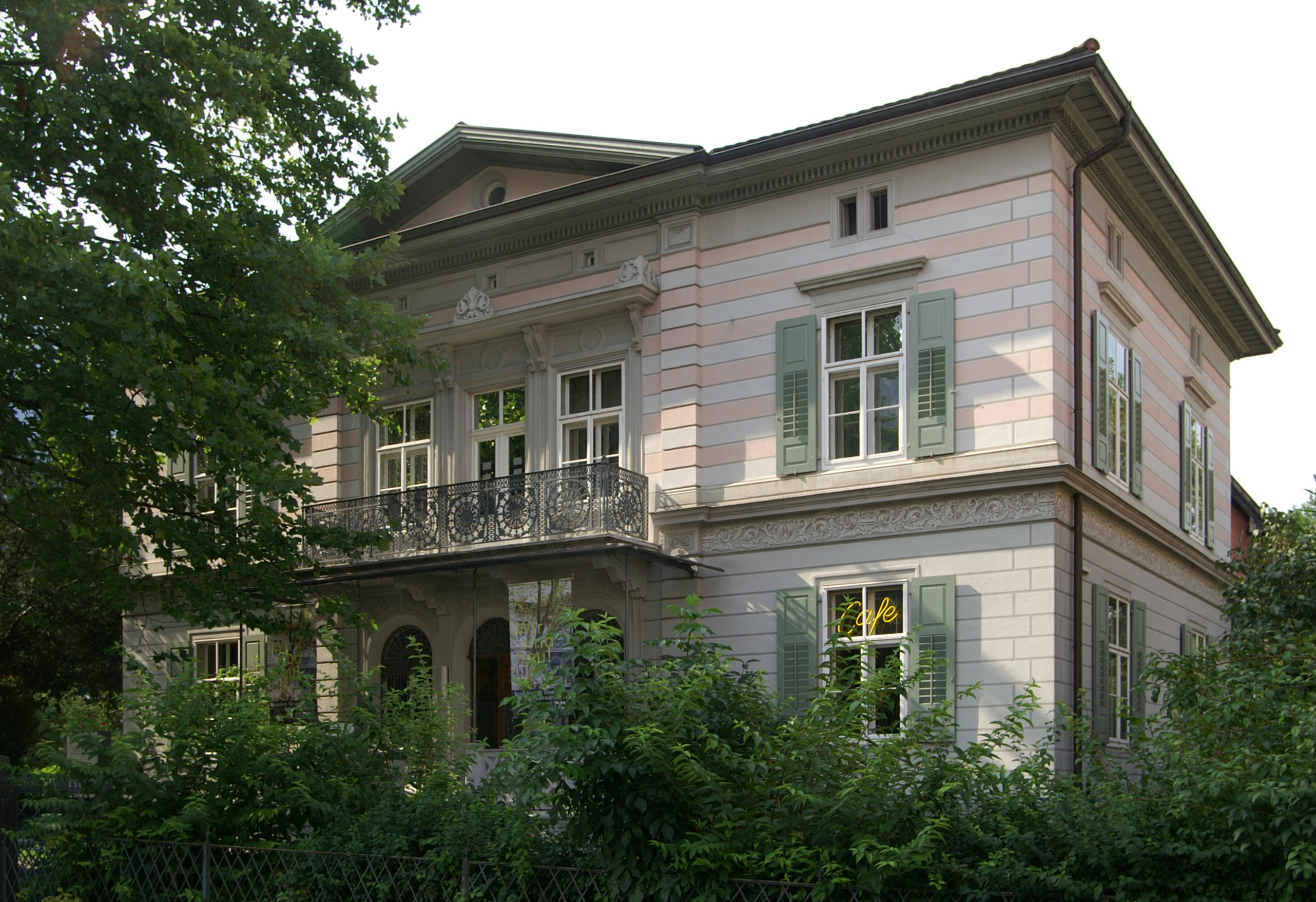
Jüdisches Museum in Hohenems

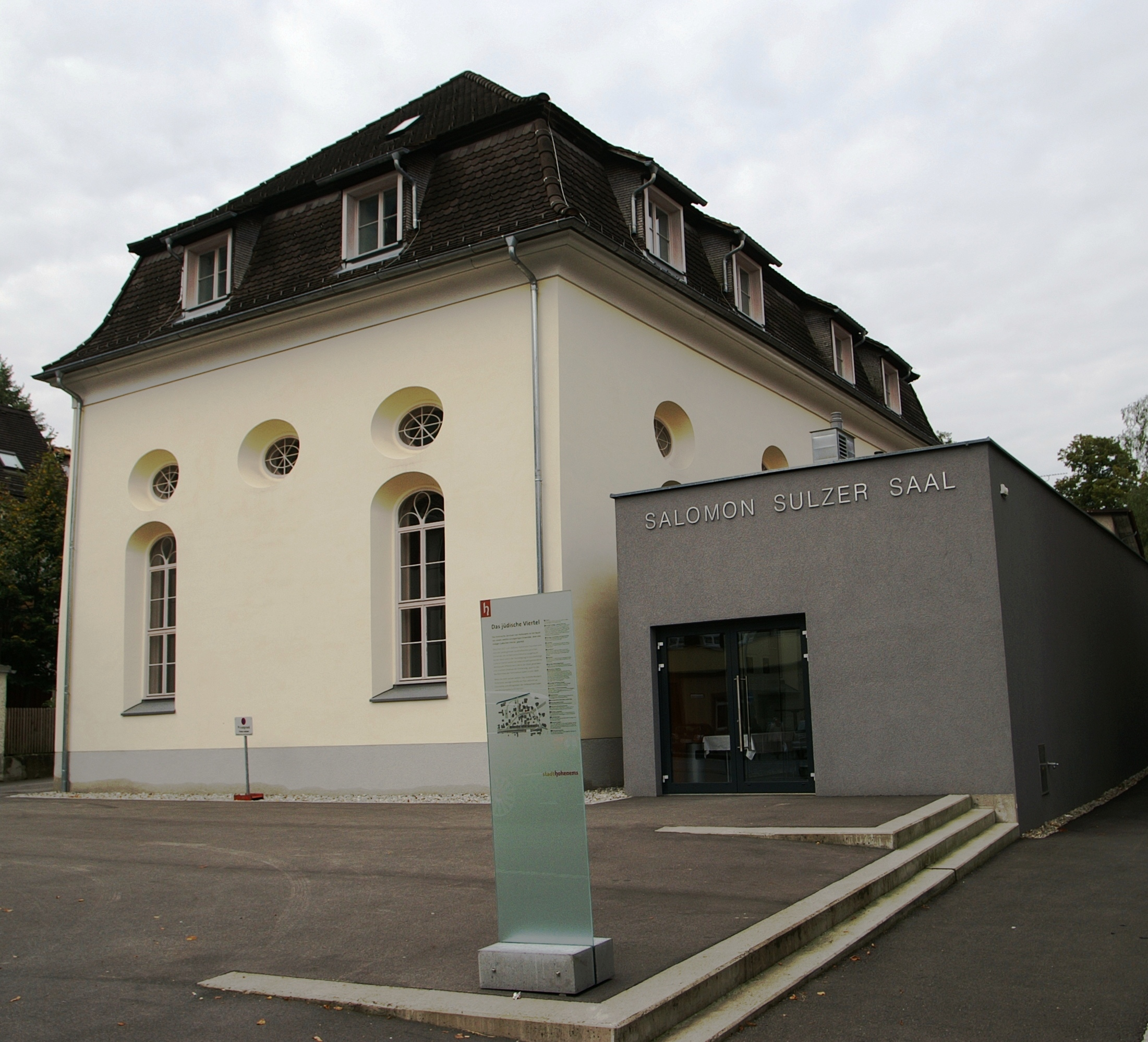
Die ehemalige Hohenemser Synagoge, heute Salomon-Sulzer-Saal

Die Israelitische Kultusgemeinde für Tirol und Vorarlberg hat ihren Sitz in Innsbruck und ist die jüdische Gemeinde der beiden westlichsten österreichischen Bundesländer. Sie vertritt heute rund 100 Menschen.

## Geschichte
Das ursprüngliche Zentrum der Kultusgemeinde lag in Hohenems, obwohl schon seit dem 13. Jahrhundert auch einzelne Juden im Gebiet der Grafschaft Tirol lebten. Im Jahr 1617 legte ein Schutzbrief des Reichsgrafen Kaspar von Hohenems die rechtliche Grundlage für die Ansiedelung von jüdischen Familien und den Aufbau einer jüdischen Gemeinde in Hohenems. Der Reichsgraf erhoffte sich dadurch wirtschaftliche Impulse für seinen Markt. Im 17. Jahrhundert kam es zu Vertreibungen. Viele jüdische Hohenemser zogen ins benachbarte Sulz, wo es 1748 abermals zu einer Vertreibung kam. Nachdem aber den jüdischen Familien die Rückkehr nach Hohenems gestattet wurde, florierte die jüdische Gemeinde. Es kam zum Bau einer Synagoge, eines Ritualbads (Mikwe), eines Armenheims und ein Friedhof wurde angelegt. Bis in die erste Hälfte des 19. Jahrhunderts wuchs die Gemeinde kontinuierlich, die Staatsgrundgesetze von 1867 und die damit verbundene freie Wahl des Wohnorts für Juden führten dann zu einer starken Abwanderung in umliegende Städte.
In Innsbruck hatte sich Ende des 19. Jahrhunderts eine Gemeinde gebildet. Da die Hohenemser Gemeinde zu Beginn des 20. Jahrhunderts nur mehr sehr klein war, übersiedelte der Hohenemser Rabbiner Josef Link 1914 nach Innsbruck. Zu dieser Zeit hatte die dortige Gemeinde eine Größe von ungefähr 500 Mitgliedern. Allerdings wurden Pläne zur Errichtung einer eigenen Synagoge nicht verwirklicht. Trotz eines traditionellen christlichen Antijudaismus, bedingt durch die Stärke und den Einfluss der katholischen Kirche und der Christlichsozialen sowie später der Vaterländischen Front in Tirol, sowie eines erstarkenden völkischen Antisemitismus lebte die Gemeinde bis zum „Anschluss“ an Nazideutschland relativ unbehelligt. In der Reichspogromnacht im November 1938 kam es zu schweren Ausschreitungen in Innsbruck. Vier Gemeindemitglieder wurden von SS-Männern in zivil ermordet, darunter der Gemeindevorsitzende Richard Berger. Gauleiter Franz Hofer, ein überzeugter und brutaler Nationalsozialist, erklärte das Ziel, seinen Gau Tirol-Vorarlberg ehestmöglich „judenfrei“ zu machen. Bis 1939 wurde der größte Teil der jüdischen bzw. von den Nazis nach rassistischen Kriterien zu Juden erklärten Bevölkerung aus dem Gau ausgewiesen bzw. in Sammellager nach Wien deportiert. Mindestens die Hälfte aller dieser Menschen wurde entweder in Lagern ermordet, nahm sich das Leben oder wurde anderweitig zu Tode gebracht.
Nach 1945 kehrte nur ein Bruchteil der Überlebenden, hauptsächlich ältere Menschen, nach Tirol und Vorarlberg zurück. Im März 1952 wurde die „Kultusgemeinde Innsbruck für die Bundesländer Tirol und Vorarlberg“ gesetzlich wieder errichtet. Für Jahrzehnte führte die Kultusgemeinde ein Schattendasein, auch das offizielle Tirol errichtete lange Zeit keinerlei Mahnmal oder Gedenkstätte für die Verbrechen des Nationalsozialismus. In der Zollerstraße fand die kleine Kultusgemeinde in einem Betraum eine Heimat. Im Jahr 1991 wurde mit dem Bau einer Synagoge in der Sillgasse begonnen und 1993 konnte die Synagoge errichtet werden.
Zu Beginn des 21. Jahrhunderts gibt es wieder ein reges Gemeindeleben. Durch Zuzug wuchs die Gemeinde Ende des 20. Jahrhunderts auf über 100 Personen an. In Hohenems wurde ein Jüdisches Museum errichtet, das die Geschichte der dortigen jüdischen Gemeinde dokumentiert. Die ehemalige Synagoge von Hohenems wurde 2003 renoviert und nach dem aus der Gemeinde stammenden Chasan in Salomon-Sulzer-Saal benannt.

### Präsidenten
- seit 2024 Siegfried Aviel Gitterle

### Rabbiner
Die Gemeinde verfügt derzeit über keinen eigenen Gemeinderabbiner und wird in religiösen Fragen vom Wiener Oberrabbiner Jaron Engelmayer betreut.